# Sören von Rönne

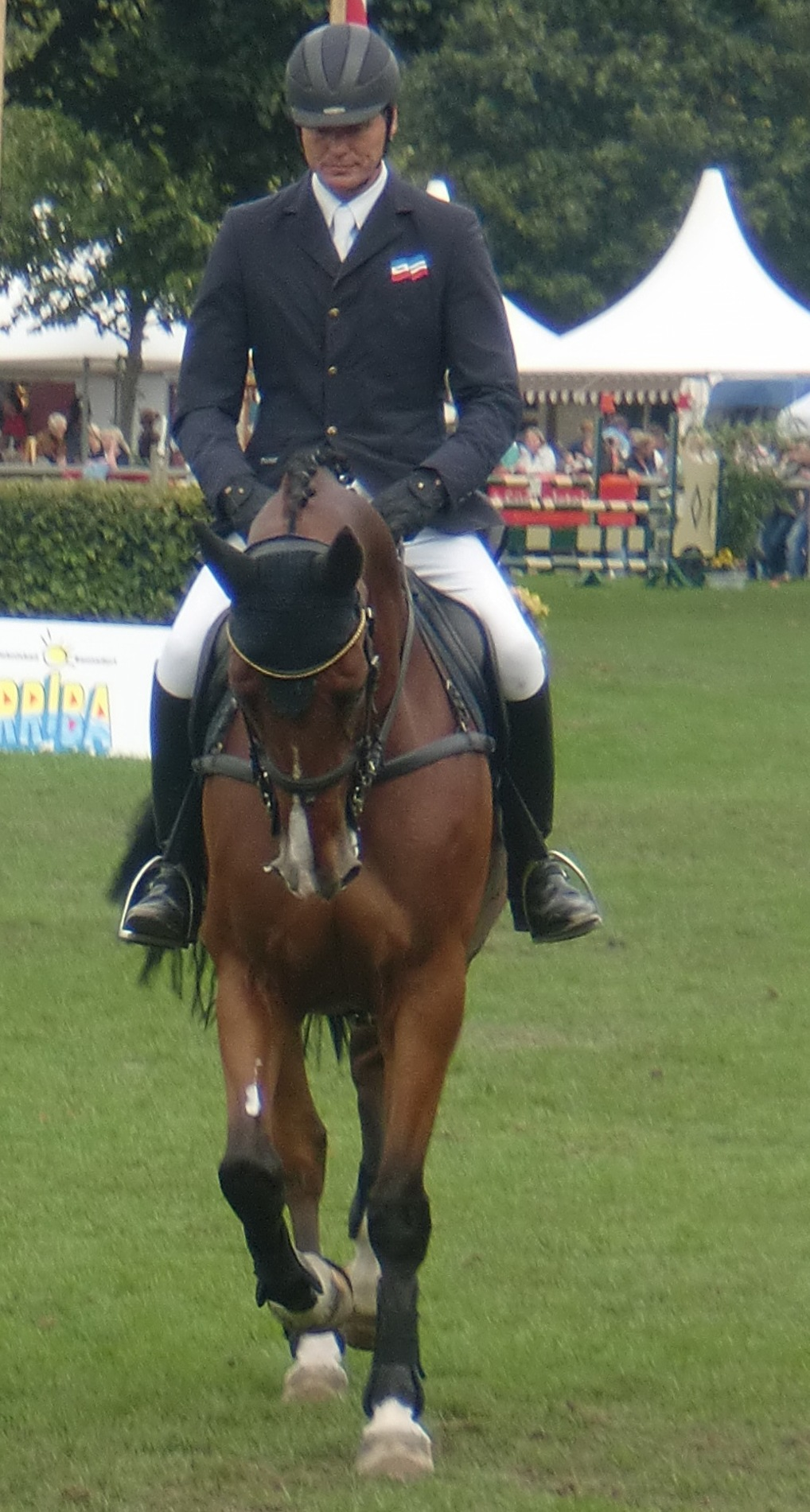
Sören von Rönne

Sören Von Rönne est un cavalier de saut d'obstacles allemand né le 13 juillet 1962. 

## Palmarès mondial
- 1994 : médaille d'or par équipe et médaille de bronze individuelle aux Jeux équestres mondiaux de La Haye aux Pays-Bas avec Taggi.
- 2001 : médaille de bronze par équipe aux championnats d'Europe de Arnhem aux Pays-Bas avec Chandra.